# Апостольский нунций в Милане
Апостольский нунций в Миланском герцогстве или Апостольский нунций в Милане — бывший церковно-дипломатический пост Святого Престола, представлявший интересы Папства в Миланском герцогстве. Данный дипломатический пост занимал церковно-дипломатический представитель Святого Престола в ранге посла. Резиденция Апостольской нунциатуры в Миланском герцогстве находилась в Милане. 

## История
Должность апостольского нунция в Милане имела свою историю, начиная с XV века, когда власть миланских герцогов была достаточно консолидирована, чтобы позволить государственным образованиям Северной Италии иметь дипломатические отношения со Святым Престолом, особенно ввиду итальянских войн, которые в период Высокого Возрождения ударили по полуострову.
Начиная с XVII столетия, с началом испанского владычества в Италии, должность апостольского нунция в Милане становился всё более незначительным постом, поскольку, как это произошло с Апостольским нунцием в Неаполе, апостольскому нунцию в Испании часто, прямо, отдавалось предпочтение, поскольку он имел непосредственное отношение к мадридском двору. Должность апостольского нунция сохранялась, хотя и формально, даже в период австрийского владычества над Миланом, вплоть до Венского конгресса.
Когда Венский конгресс в 1815 году постановил учредить Ломбардо-Венецианское королевство, должность апостольского нунция в Милане была упразднена, и на её место в Апостольской нунциатуре в Австрии был создан специальное бюро для управления дипломатическими делами имперских владений в Италии.

## Апостольские нунции в Миланском герцогстве
- Роберто да Лечче — (ок. 1457);
- Франческо Капино — (ок. 1458);

...
- Просперо Скьяффино — (ок. 1468);

...
- Джакомо Герарди — (ок. 1487);

...
- Лоренцо Кампеджо — (1520 — ? — бывший епископ Фельтре);

...
- - Франческо Саккетти — (? — 1628 — чрезвычайный нунций);
- Джанфранческо Джинетти — (1628 — ?);

...